# Giro d'Italia 2018
Il Giro d'Italia 2018, centounesima edizione della corsa e ventunesima prova dell'UCI World Tour 2018, si svolse in ventuno tappe dal 4 al 27 maggio 2018 per un totale di 3 572,4 km, con partenza da Gerusalemme (Israele) e arrivo a Roma. La vittoria andò al britannico Chris Froome, che completò il percorso in 89h02'39", alla media di 40,119 km/h, davanti all'olandese Tom Dumoulin e al colombiano Miguel Ángel López.
Sul traguardo di Roma giunsero 149 ciclisti dei 176 partiti da Gerusalemme.

## Percorso
Le prime tre tappe furono presentate ufficialmente a Gerusalemme il 18 settembre 2017, alla presenza del ministro dello sport italiano Luca Lotti e dei ministri israeliani della cultura e dello sport, Miri Regev, e del turismo, Sylvan Adams. Gerusalemme fu la prima sede extraeuropea di una tappa di uno dei classici grandi Giri e tredicesima partenza della Corsa Rosa, fuori dai confini nazionali. La prima tappa fu una cronometro individuale di 9,7 km. Seguirono altre due frazioni in territorio israeliano con arrivo a Tel Aviv e a Eilat. La partenza fu caratterizzata dall'omaggio a Gino Bartali, il cui nome è inciso sul muro d'onore del Giardino dei Giusti dello Yad Vashem.
Dopo il primo giorno di riposo ci si trasferì in Sicilia, con la quarta tappa, di 202 km, che vide la partenza da Catania e l'arrivo a Caltagirone; la quinta frazione, di 153 km, partì da Agrigento e arrivò a Santa Ninfa, comune nella Valle del Belice, a 50 anni dal devastante terremoto del 1968; la sesta tappa fu invece la Caltanissetta > Etna (169 km) con arrivo in salita, il primo di questa edizione.
Dopo le tre tappe sicule il Giro riprese dalla Calabria, con una tappa adatta ai velocisti: la Pizzo Calabro > Praia a Mare; l'ottava frazione, di 209 km, prese il via dalla stessa Praia a Mare, con arrivo sulla salita del Santuario di Montevergine, mentre la nona, di 225 km, si snodò da Pesco Sannita a Campo Imperatore, nel massiccio del Gran Sasso.
Conclusa la prima settimana, dopo il giorno di riposo il Giro ripartì con la frazione più lunga: 244 km tra Penne e Gualdo Tadino, con transito presso Rigopiano, località tristemente nota per la valanga che seppellì un albergo, causando 29 vittime; la successiva Assisi > Osimo misurò 156 km: i corridori passarono da Filottrano, paese natale di Michele Scarponi, tragicamente deceduto nell'aprile 2017; la dodicesima frazione, la Osimo-Imola (214 km), si concluse all'Autodromo di Imola; il giorno successivo, tredicesima tappa, si percorsero 180 km tra Ferrara e Nervesa della Battaglia (nota per la battaglia del solstizio, combattuta durante la prima guerra mondiale); la quattordicesima frazione, considerata come la tappa regina, fu la San Vito al Tagliamento > Monte Zoncolan (186 km); la settimana si concluse con la quindicesima tappa, una tappa dolomitica di 176 km, la Tolmezzo > Sappada che previde quattro GPM, tra cui il Passo Tre Croci.
Dopo il terzo e ultimo giorno di riposo, la carovana riprese la corse con una cronometro pianeggiante di 34,2 km: la Trento > Rovereto, adatta agli specialisti delle prove contro il tempo; la diciassettesima tappa, adatta ai velocisti, fu la Riva del Garda > Iseo (149,5 km); la diciottesima frazione, di 196 km, partì da Abbiategrasso e terminò sulla salita di Prato Nevoso, mentre la diciannovesima, la Venaria Reale > Bardonecchia (185 km), presentò ben 4500 m di dislivello: durante il percorso si affrontò la salita del Colle delle Finestre (Cima Coppi di questa edizione), che presenta 9 km di sterrato; l'ultima tappa prima della passerella finale a Roma fu la Susa > Cervinia (214 km) con un ulteriore arrivo in quota. Il Giro si concluse a Roma su un circuito di 11,5 km da ripetere dieci volte, per un totale di 115 km.

## Tappe
| Tappa  | Data      | Percorso                                                  | km               | Vincitore di tappa    | Leader cl. generale |
| ------ | --------- | --------------------------------------------------------- | ---------------- | --------------------- | ------------------- |
| 1ª     | 4 maggio  | Gerusalemme (ISR) > Gerusalemme (ISR) (cron. individuale) | 9,7              | Tom Dumoulin          | Tom Dumoulin        |
| 2ª     | 5 maggio  | Haifa (ISR) > Tel Aviv (ISR)                              | 167              | Elia Viviani          | Rohan Dennis        |
| 3ª     | 6 maggio  | Be'er Sheva (ISR) > Eilat (ISR)                           | 229              | Elia Viviani          | Rohan Dennis        |
|        | 7 maggio  | giorno di riposo                                          | giorno di riposo | giorno di riposo      | giorno di riposo    |
| 4ª     | 8 maggio  | Catania > Caltagirone                                     | 202              | Tim Wellens           | Rohan Dennis        |
| 5ª     | 9 maggio  | Agrigento > Santa Ninfa (Valle del Belice)                | 153              | Enrico Battaglin      | Rohan Dennis        |
| 6ª     | 10 maggio | Caltanissetta > Etna (Osservatorio Astrofisico)           | 169              | Esteban Chaves        | Simon Yates         |
| 7ª     | 11 maggio | Pizzo > Praia a Mare                                      | 159              | Sam Bennett           | Simon Yates         |
| 8ª     | 12 maggio | Praia a Mare > Montevergine di Mercogliano                | 209              | Richard Carapaz       | Simon Yates         |
| 9ª     | 13 maggio | Pesco Sannita > Gran Sasso d'Italia (Campo Imperatore)    | 225              | Simon Yates           | Simon Yates         |
|        | 14 maggio | giorno di riposo                                          | giorno di riposo | giorno di riposo      | giorno di riposo    |
| 10ª    | 15 maggio | Penne > Gualdo Tadino                                     | 244              | Matej Mohorič         | Simon Yates         |
| 11ª    | 16 maggio | Assisi > Osimo                                            | 156              | Simon Yates           | Simon Yates         |
| 12ª    | 17 maggio | Osimo > Imola                                             | 214              | Sam Bennett           | Simon Yates         |
| 13ª    | 18 maggio | Ferrara > Nervesa della Battaglia                         | 180              | Elia Viviani          | Simon Yates         |
| 14ª    | 19 maggio | San Vito al Tagliamento > Monte Zoncolan                  | 186              | Chris Froome          | Simon Yates         |
| 15ª    | 20 maggio | Tolmezzo > Sappada                                        | 176              | Simon Yates           | Simon Yates         |
|        | 21 maggio | giorno di riposo                                          | giorno di riposo | giorno di riposo      | giorno di riposo    |
| 16ª    | 22 maggio | Trento > Rovereto (cron. individuale)                     | 34,2             | Rohan Dennis          | Simon Yates         |
| 17ª    | 23 maggio | Riva del Garda > Iseo                                     | 149,5            | Elia Viviani          | Simon Yates         |
| 18ª    | 24 maggio | Abbiategrasso > Prato Nevoso                              | 196              | Maximilian Schachmann | Simon Yates         |
| 19ª    | 25 maggio | Venaria Reale > Bardonecchia (Jafferau)                   | 185              | Chris Froome          | Chris Froome        |
| 20ª    | 26 maggio | Susa > Cervinia                                           | 214              | Mikel Nieve           | Chris Froome        |
| 21ª    | 27 maggio | Roma > Roma                                               | 115              | Sam Bennett           | Chris Froome        |
| Totale | Totale    | Totale                                                    | 3 572,4          |                       |                     |

## Squadre e corridori partecipanti
Al Giro parteciparono 22 squadre composte da otto corridori (a differenza delle edizioni precedenti in cui i ciclisti erano nove per squadra). La Bahrain-Merida partecipò tuttavia con sette ciclisti, non schierando ai nastri di partenza Kanstancin Siŭcoŭ, caduto durante la ricognizione della cronometro d'apertura e impossibilitato, a causa dei danni riportati, a prendere il via: i corridori pertanto furono 175. Alle diciotto squadre con licenza World Tour (partecipanti di diritto) si aggiunsero quattro squadre Professional Continental invitate dall'organizzazione: l'Androni Giocattoli-Sidermec (in quanto vincitrice della Ciclismo Cup 2017), la Bardiani CSF, la Israel Cycling Academy e la Wilier Triestina-Selle Italia.
| N.      | Cod. | Squadra                     |
| ------- | ---- | --------------------------- |
| 1-8     | SUN  | Team Sunweb                 |
| 11-18   | ALM  | AG2R La Mondiale            |
| 21-28   | ANS  | Androni Giocattoli-Sidermec |
| 31-38   | AST  | Astana Pro Team             |
| 41-48   | TBM  | Bahrain-Merida              |
| 51-58   | BRD  | Bardiani CSF                |
| 61-68   | BMC  | BMC Racing Team             |
| 71-78   | BOH  | Bora-Hansgrohe              |
| 81-88   | GFC  | Groupama-FDJ                |
| 91-98   | ICA  | Israel Cycling Academy      |
| 101-109 | LTS  | Lotto Soudal                |

| N.      | Cod. | Squadra                        |
| ------- | ---- | ------------------------------ |
| 111-118 | MTS  | Mitchelton-Scott               |
| 121-128 | MOV  | Movistar Team                  |
| 131-138 | QST  | Quick-Step Floors              |
| 141-148 | DDD  | Team Dimension Data            |
| 151-158 | EFD  | Team EF Education First-Drapac |
| 161-168 | TKA  | Team Katusha Alpecin           |
| 171-178 | TLJ  | Team Lotto NL-Jumbo            |
| 181-188 | SKY  | Team Sky                       |
| 191-198 | TFS  | Trek-Segafredo                 |
| 201-208 | UAD  | UAE Team Emirates              |
| 211-218 | WIL  | Wilier Triestina-Selle Italia  |

## Dettagli delle tappe

### 1ª tappa
- 4 maggio: Gerusalemme (Israele) > Gerusalemme (Israele)[4] – Cronometro individuale – 9,7 km

Risultati
| Pos. | Corridore          | Squadra | Tempo  |
| ---- | ------------------ | ------- | ------ |
| 1    | Tom Dumoulin       | Sunweb  | 12'02" |
| 2    | Rohan Dennis       | BMC     | a 2"   |
| 3    | Victor Campenaerts | Lotto   | s.t.   |

| Pos. | Corridore          | Squadra | Tempo  |
| ---- | ------------------ | ------- | ------ |
| 1    | Tom Dumoulin       | Sunweb  | 12'02" |
| 2    | Rohan Dennis       | BMC     | a 2"   |
| 3    | Victor Campenaerts | Lotto   | s.t.   |

Descrizione e riassunto

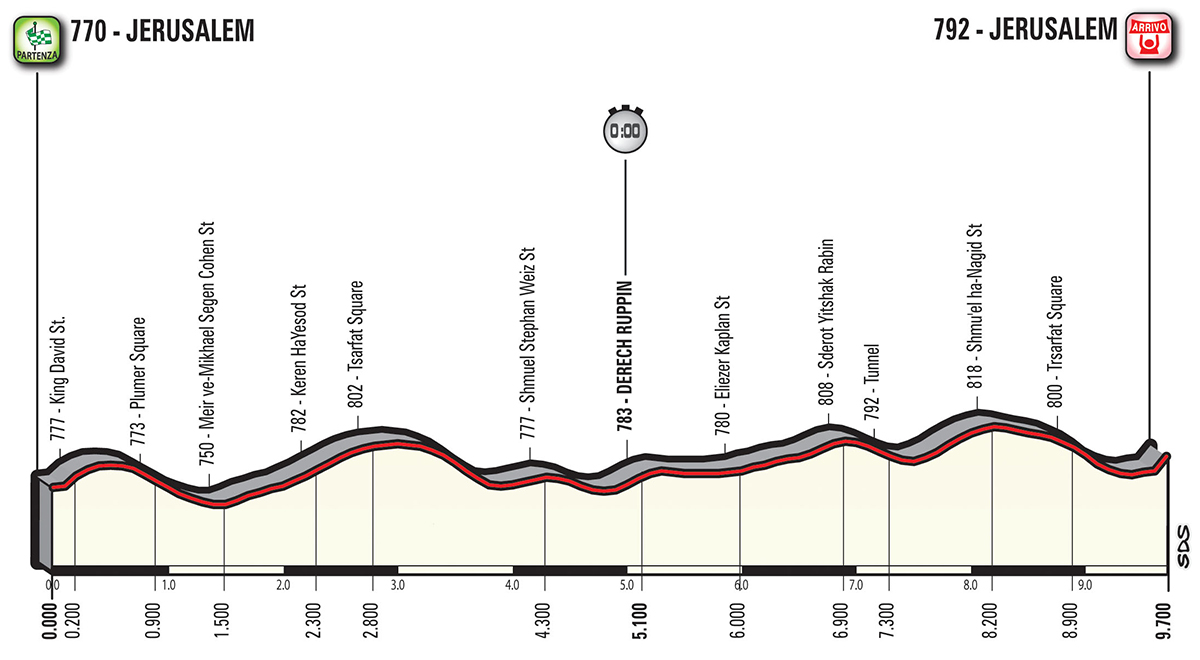

Per la prima volta nella storia, il Giro parte fuori dai confini europei. La prima tappa è una breve cronometro individuale (meno di 10 km) che viene vinta dalla maglia rosa del Giro 2017, l'olandese Tom Dumoulin, davanti a Rohan Dennis e Victor Campanaerts, per soli 2". Il capitano della Sunweb prende anche un bel vantaggio dai rivali per la corsa rosa: Froome (protagonista di una caduta durante una ricognizione) e Aru deludono e sono rispettivamente a 37" e 50" di ritardo. Il primo italiano è Domenico Pozzovivo, capitano della Bahrein Merida, decimo a 27". Prima maglia bianca è il tedesco Maximilian Schachmann, a 21" dal vincitore del Giro 100.

### 2ª tappa
- 5 maggio: Haifa (Israele) > Tel Aviv (Israele) – 167 km

Risultati
| Pos. | Corridore      | Squadra    | Tempo    |
| ---- | -------------- | ---------- | -------- |
| 1    | Elia Viviani   | Quick-Step | 3h51'20" |
| 2    | Jakub Mareczko | Wilier     | s.t.     |
| 3    | Sam Bennett    | Bora       | s.t.     |

| Pos. | Corridore          | Squadra | Tempo    |
| ---- | ------------------ | ------- | -------- |
| 1    | Rohan Dennis       | BMC     | 4h03'21" |
| 2    | Tom Dumoulin       | Sunweb  | a 1"     |
| 3    | Victor Campenaerts | Lotto   | a 3"     |

Descrizione e riassunto

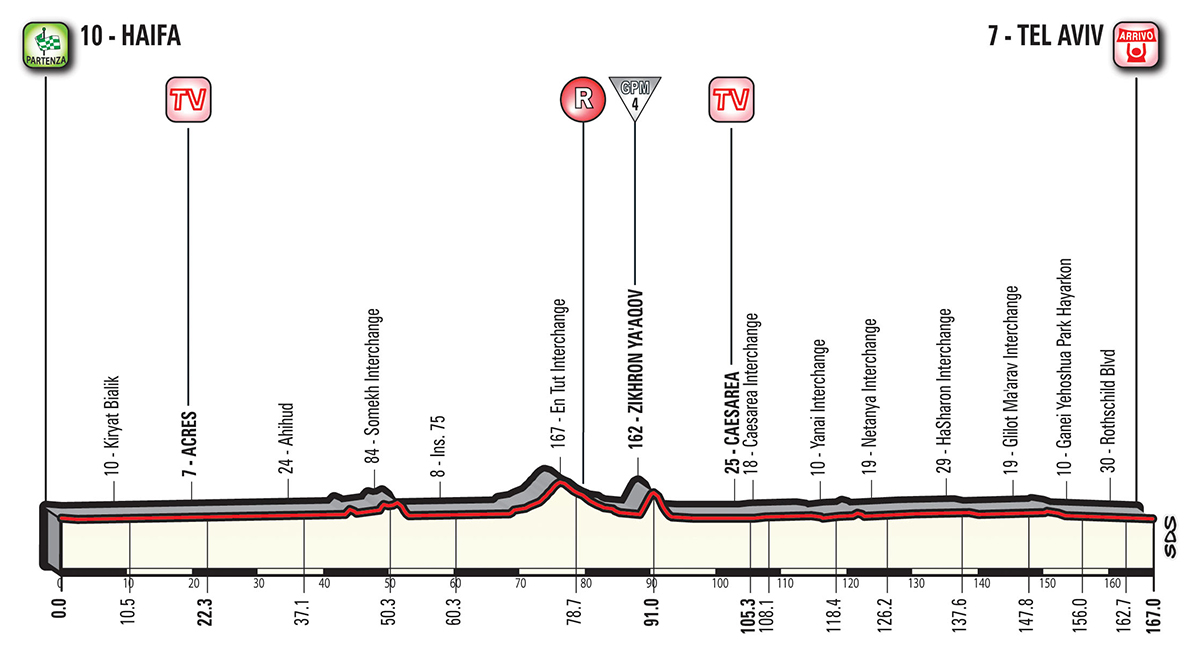

La seconda tappa del Giro d'Italia è vinta da Elia Viviani (secondo successo nella corsa rosa) che in volata batte Jakub Mareczko e Sam Bennett. Il velocista della Quick-Step Floors conquista tappa e maglia ciclamino, per la quale ha i favori del pronostico. Rohan Dennis è la nuova maglia rosa per via dei 3" di abbuono ottenuti in un traguardo volante. C'è anche la prima maglia azzurra, Enrico Barbin.

### 3ª tappa
- 6 maggio: Be'er Sheva (Israele) > Eilat (Israele) – 229 km

Risultati
| Pos. | Corridore    | Squadra     | Tempo    |
| ---- | ------------ | ----------- | -------- |
| 1    | Elia Viviani | Quick-Step  | 5h02'09" |
| 2    | Sacha Modolo | Educ. First | s.t.     |
| 3    | Sam Bennett  | Bora        | s.t.     |

| Pos. | Corridore      | Squadra | Tempo    |
| ---- | -------------- | ------- | -------- |
| 1    | Rohan Dennis   | BMC     | 9h05'30" |
| 2    | Tom Dumoulin   | Sunweb  | a 1"     |
| 3    | José Gonçalves | Katusha | a 13"    |

Descrizione e riassunto

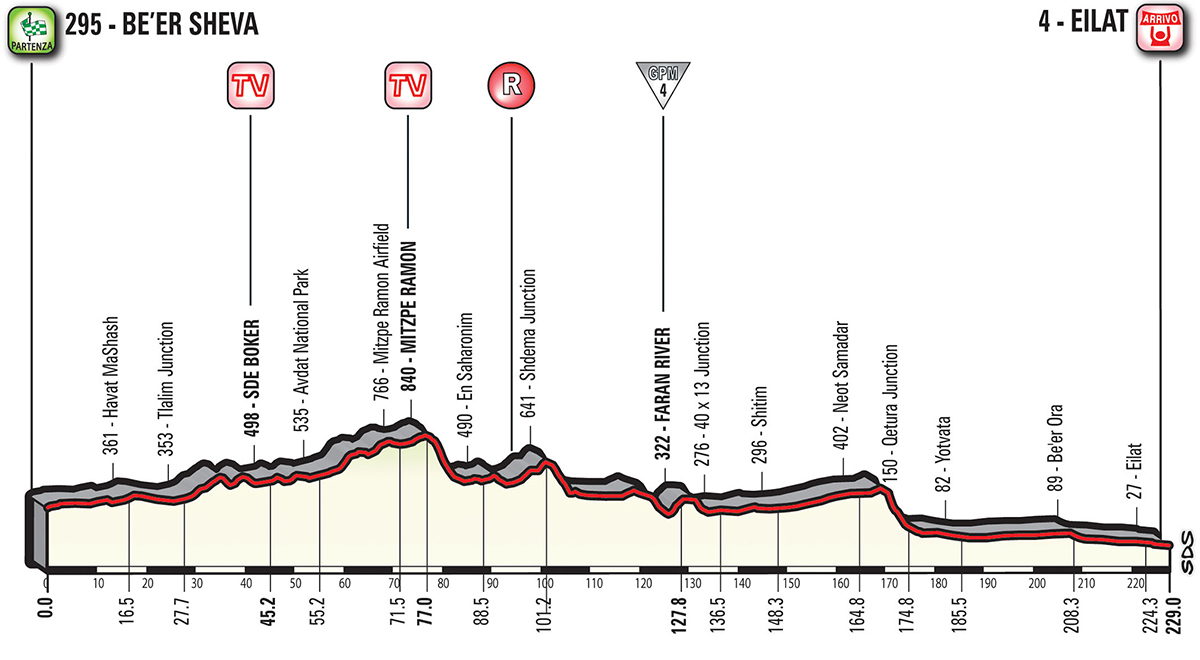

La terza tappa, l'ultima in Israele, incorona ancora Elia Viviani, protagonista di un'ottima volata, con la quale batte il connazionale Sacha Modolo e l'irlandese Sam Bennett.

### 4ª tappa
- 8 maggio: Catania > Caltagirone – 202 km

Risultati
| Pos. | Corridore        | Squadra     | Tempo    |
| ---- | ---------------- | ----------- | -------- |
| 1    | Tim Wellens      | Lotto       | 5h17'34" |
| 2    | Michael Woods    | Educ. First | s.t.     |
| 3    | Enrico Battaglin | Lotto NL    | s.t.     |

| Pos. | Corridore    | Squadra    | Tempo     |
| ---- | ------------ | ---------- | --------- |
| 1    | Rohan Dennis | BMC        | 14h23'08" |
| 2    | Tom Dumoulin | Sunweb     | a 1"      |
| 3    | Simon Yates  | Mitchelton | a 17"     |

Descrizione e riassunto

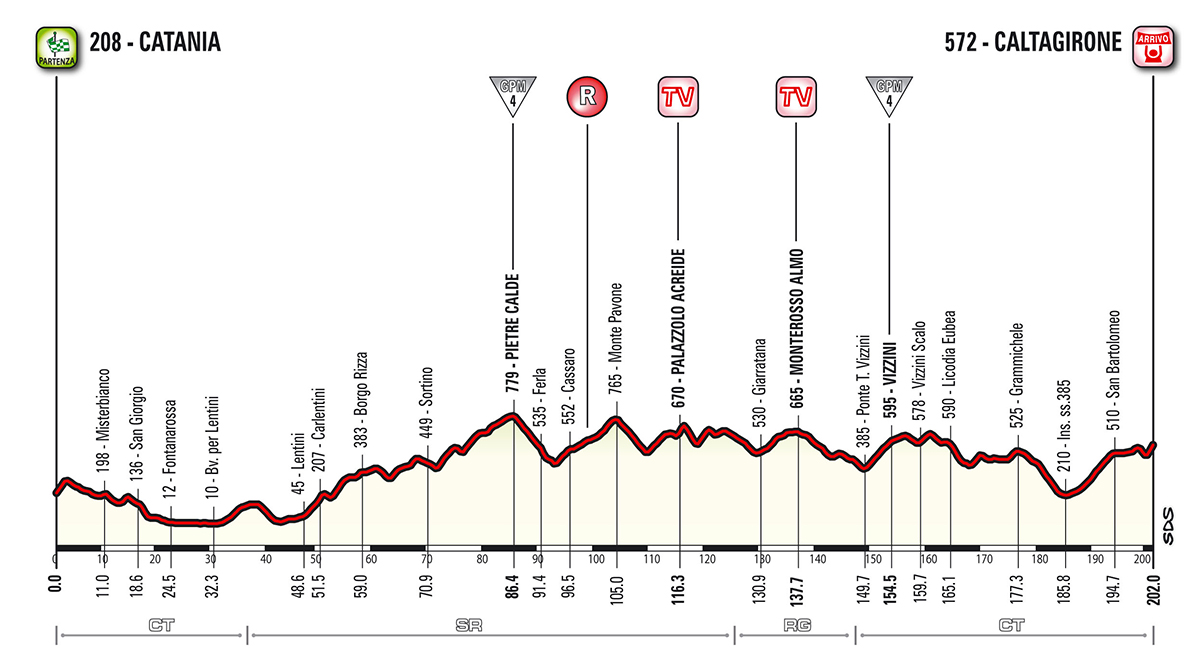

Dopo il lunedì di riposo si sbarca in Sicilia per la quarta tappa. La prima è di media difficoltà, e sul traguardo di Caltagirone la spunta Tim Wellens, alla sua seconda vittoria al Giro, davanti a Michael Woods ed Enrico Battaglin. Da segnalare Aru e Froome che perdono contatto dalla maglia rosa: per il capitano dell'UAE-Team Emirates 6" mentre per il britannico, 17".

### 5ª tappa
- 9 maggio: Agrigento > Santa Ninfa/Valle del Belice – 153 km

Risultati
| Pos. | Corridore         | Squadra      | Tempo    |
| ---- | ----------------- | ------------ | -------- |
| 1    | Enrico Battaglin  | Lotto NL     | 4h06'33" |
| 2    | Giovanni Visconti | Bahrain-Mer. | s.t.     |
| 3    | José Gonçalves    | Katusha      | s.t.     |

| Pos. | Corridore    | Squadra    | Tempo     |
| ---- | ------------ | ---------- | --------- |
| 1    | Rohan Dennis | BMC        | 18h29'41" |
| 2    | Tom Dumoulin | Sunweb     | a 1"      |
| 3    | Simon Yates  | Mitchelton | a 17"     |

Descrizione e riassunto

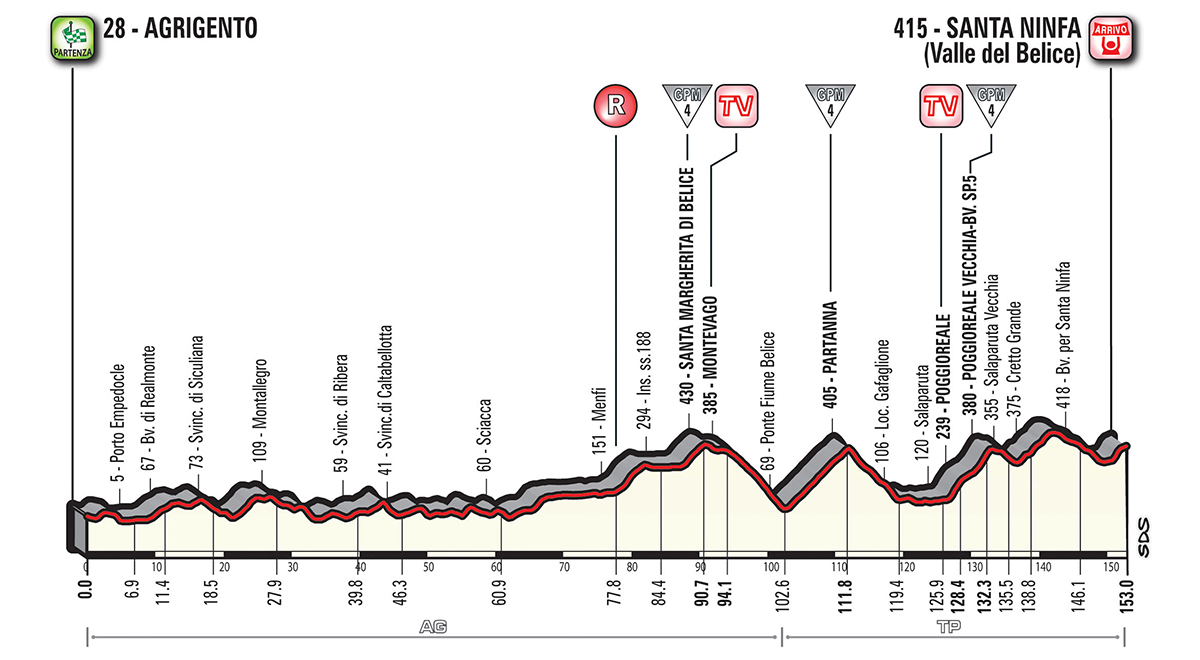

A 50 anni dal terremoto del Belice, il giro rende omaggio alle terre siciliane colpite con il traguardo a Santa Ninfa dove trionfa Enrico Battaglin in volata su Giovanni Visconti e José Gonçalves.

### 6ª tappa
- 10 maggio: Caltanissetta > Etna – 169 km

Risultati
| Pos. | Corridore      | Squadra    | Tempo    |
| ---- | -------------- | ---------- | -------- |
| 1    | Esteban Chaves | Mitchelton | 4h16'11" |
| 2    | Simon Yates    | Mitchelton | s.t.     |
| 3    | Thibaut Pinot  | FDJ        | a 26"    |

| Pos. | Corridore      | Squadra    | Tempo     |
| ---- | -------------- | ---------- | --------- |
| 1    | Simon Yates    | Mitchelton | 22h46'03" |
| 2    | Tom Dumoulin   | Sunweb     | a 16"     |
| 3    | Esteban Chaves | Mitchelton | a 26"     |

Descrizione e riassunto

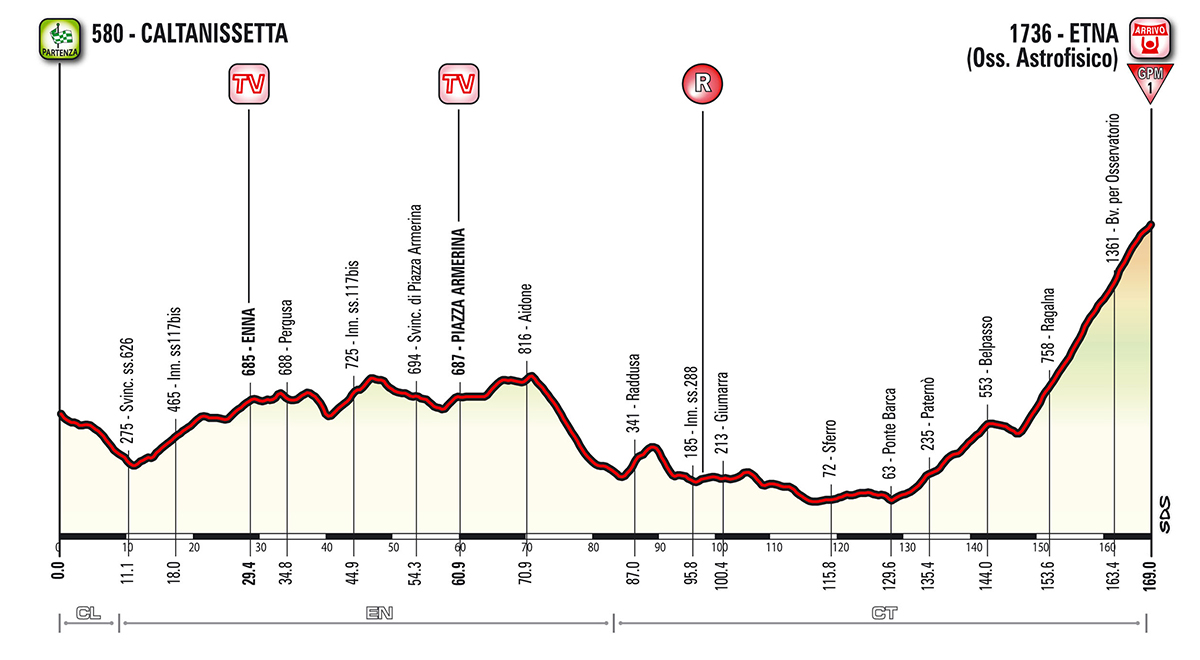

Il primo arrivo in salita del Giro 101 è sul versante meridionale dell'Etna. Tatticamente, sorprende la Mitchelton-Scott: il colombiano Chaves parte in fuga dall'inizio e, a pochi chilometri dall'arrivo, il compagno di squadra Simon Yates, accelera e va a raggiungerlo. La tappa è vinta dal colombiano, che diventa maglia azzurra, davanti all'inglese, ora maglia rosa. Gruppo dei big attardato di 26", con Thibaut Pinot che va a prendersi i 4" di abbuono. Richard Carapaz è la nuova maglia bianca.

### 7ª tappa
- 11 maggio: Pizzo > Praia a Mare – 159 km

Risultati
| Pos. | Corridore         | Squadra      | Tempo    |
| ---- | ----------------- | ------------ | -------- |
| 1    | Sam Bennett       | Bora         | 3h45'27" |
| 2    | Elia Viviani      | Quick-Step   | s.t.     |
| 3    | Niccolò Bonifazio | Bahrain-Mer. | s.t.     |

| Pos. | Corridore      | Squadra    | Tempo     |
| ---- | -------------- | ---------- | --------- |
| 1    | Simon Yates    | Mitchelton | 26h31'30" |
| 2    | Tom Dumoulin   | Sunweb     | a 16"     |
| 3    | Esteban Chaves | Mitchelton | a 26"     |

Descrizione e riassunto

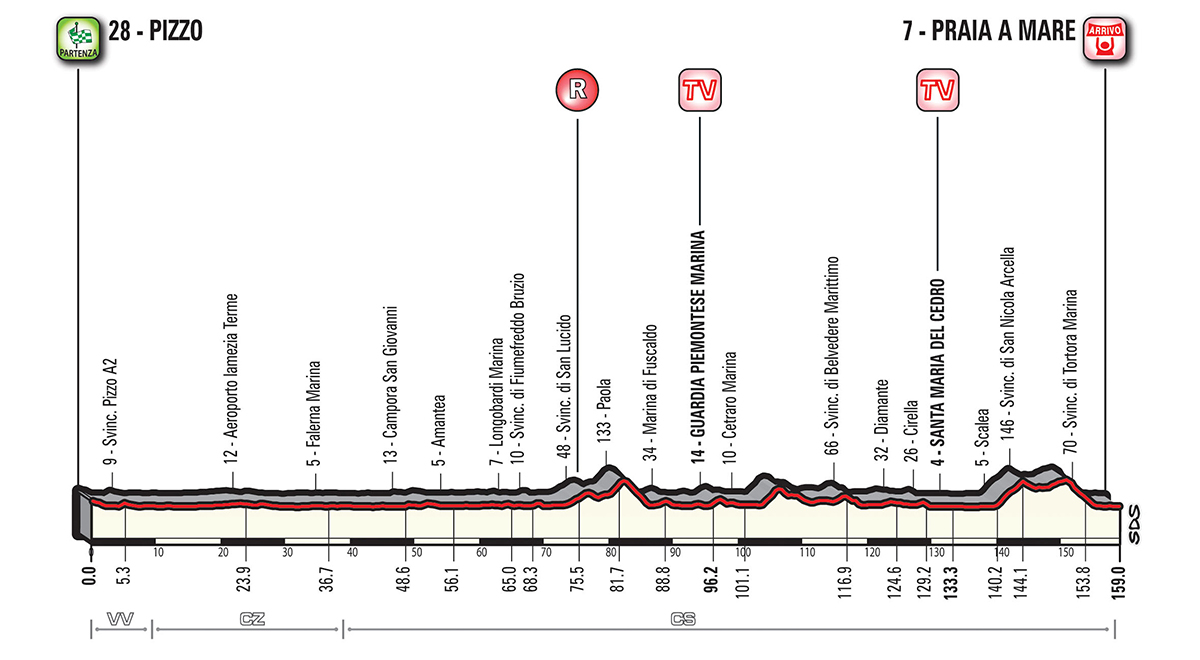

La settima tappa è l'ideale per i velocisti: quasi completamente pianeggiante, senza GPM ed abbastanza corta (159 km). Si pedala sul versante tirrenico della Calabria ed a spuntarla è Sam Bennett che in volata batte Viviani, beffato negli ultimi metri, e Niccolò Bonifazio.

### 8ª tappa
- 12 maggio: Praia a Mare > Montevergine di Mercogliano – 209 km

Risultati
| Pos. | Corridore       | Squadra  | Tempo    |
| ---- | --------------- | -------- | -------- |
| 1    | Richard Carapaz | Movistar | 5h11'35" |
| 2    | Davide Formolo  | Bora     | a 7"     |
| 3    | Thibaut Pinot   | Groupama | s.t.     |

| Pos. | Corridore      | Squadra    | Tempo     |
| ---- | -------------- | ---------- | --------- |
| 1    | Simon Yates    | Mitchelton | 31h43'12" |
| 2    | Tom Dumoulin   | Sunweb     | a 16"     |
| 3    | Esteban Chaves | Mitchelton | a 26"     |

Descrizione e riassunto

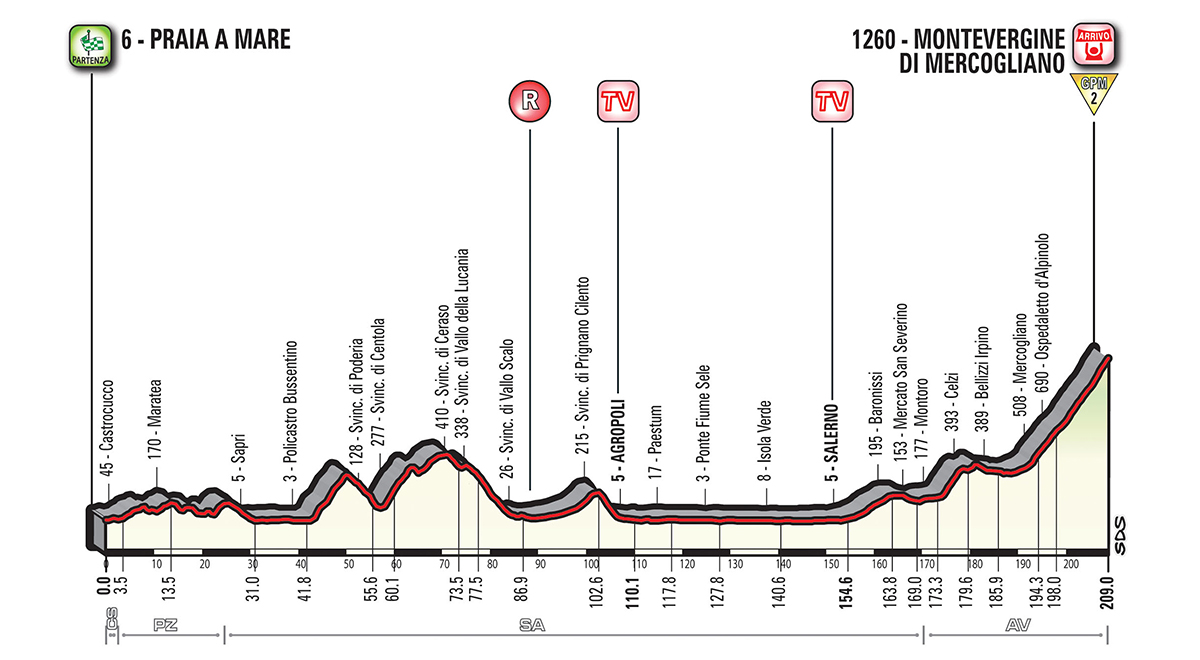

Il secondo arrivo in salita al Santuario di Montevergine (salita pedalabile) premia Richard Carapaz, la maglia bianca, che stacca tutti gli uomini di classifica a 1,5 km dal traguardo e riprende e stacca l'ultimo uomo della fuga iniziale Koen Bouwman all'ultimo chilometro. Il gruppo regolato da Davide Formolo, arriva compatto a 7". Gruppo che comprende anche Chris Froome, caduto in un tornante a 5,5 km dal traguardo.

### 9ª tappa
- 13 maggio: Pesco Sannita > Gran Sasso d'Italia/Campo Imperatore – 225 km

Risultati
| Pos. | Corridore      | Squadra    | Tempo    |
| ---- | -------------- | ---------- | -------- |
| 1    | Simon Yates    | Mitchelton | 5h54'13" |
| 2    | Thibaut Pinot  | Groupama   | s.t.     |
| 3    | Esteban Chaves | Mitchelton | s.t.     |

| Pos. | Corridore      | Squadra    | Tempo     |
| ---- | -------------- | ---------- | --------- |
| 1    | Simon Yates    | Mitchelton | 37h37'15" |
| 2    | Esteban Chaves | Mitchelton | a 32"     |
| 3    | Tom Dumoulin   | Sunweb     | a 38"     |

Descrizione e riassunto

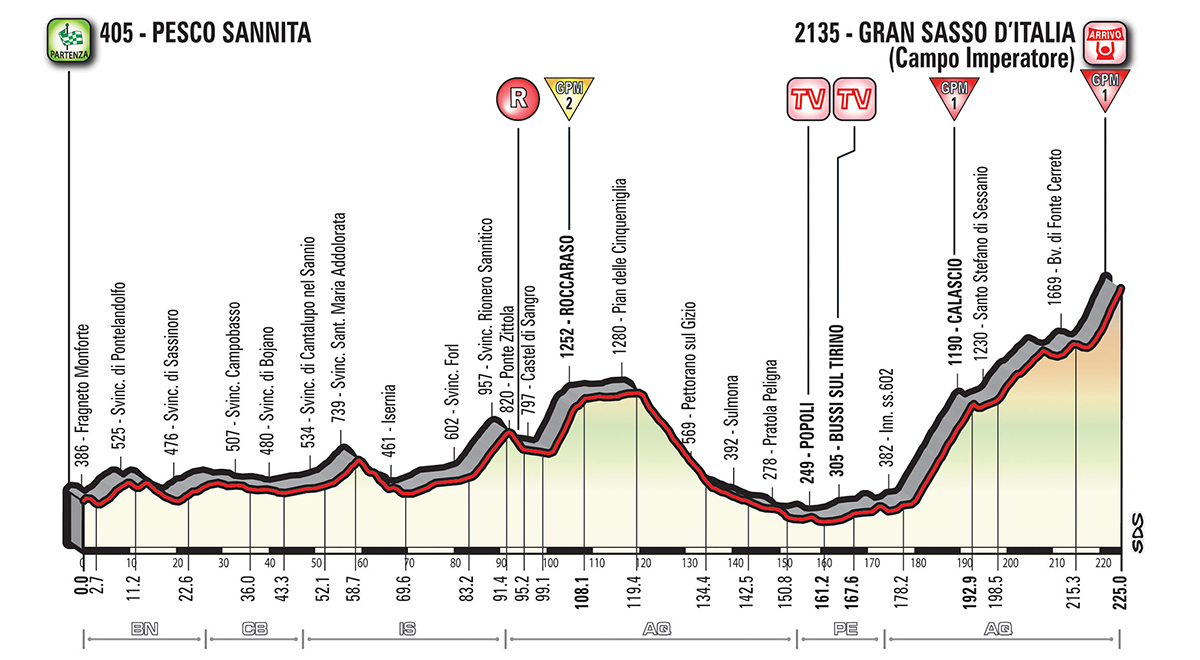

Terzo arrivo in salita a Campo Imperatore vinto in volata dalla maglia rosa Simon Yates. L'ultimo fuggitivo di giornata, Fausto Masnada, viene ripreso a 3 km dal traguardo, all'inizio del tratto durissimo della salita finale, con medie che sfiorano il 10%. La maglia rosa, grazie agli abbuoni e ai distacchi su strada, guadagna 14" su Domenico Pozzovivo e 22" su Tom Dumoulin. Si staccano a circa 2 km dal traguardo Fabio Aru e Chris Froome, che perdono oltre 1'.

### 10ª tappa
- 15 maggio: Penne > Gualdo Tadino – 244 km

Risultati
| Pos. | Corridore     | Squadra | Tempo    |
| ---- | ------------- | ------- | -------- |
| 1    | Matej Mohorič | Bahrain | 6h04'52" |
| 2    | Nico Denz     | AG2R    | s.t.     |
| 3    | Sam Bennett   | Bora    | a 34"    |

| Pos. | Corridore     | Squadra    | Tempo     |
| ---- | ------------- | ---------- | --------- |
| 1    | Simon Yates   | Mitchelton | 43h42'38" |
| 2    | Tom Dumoulin  | Sunweb     | a 41"     |
| 3    | Thibaut Pinot | Groupama   | a 46"     |

Descrizione e riassunto

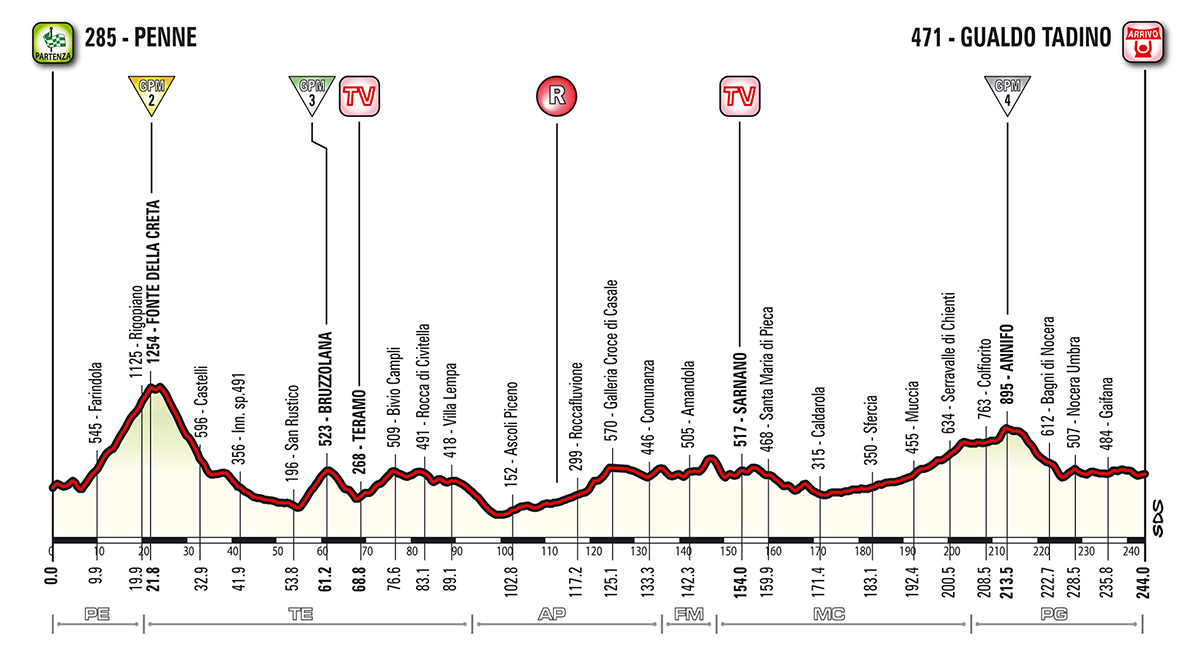

La tappa dopo il secondo giorno di riposo è adatta ai fuggitivi ma può essere anche per velocisti. Sulla prima salita di giornata (GPM di 2ª categoria) si staccano Esteban Chaves (2º in classifica generale) e il velocista Elia Viviani. La fuga non va via subito, ma a soli 30 km dal traguardo, con Matej Mohorič che vince davanti al compagno di fuga Nico Denz. Il gruppo, regolato da Sam Bennett, arriva a 34" dal vincitore e il velocista irlandese guadagna preziosi punti alla maglia ciclamino di Viviani. Chaves arriva a oltre 25', insieme al velocista italiano, uscendo definitivamente dalla lotta per la maglia rosa.

### 11ª tappa
- 16 maggio: Assisi > Osimo – 156 km

Risultati
| Pos. | Corridore      | Squadra    | Tempo    |
| ---- | -------------- | ---------- | -------- |
| 1    | Simon Yates    | Mitchelton | 3h25'53" |
| 2    | Tom Dumoulin   | Sunweb     | a 2"     |
| 3    | Davide Formolo | Bora       | a 5"     |

| Pos. | Corridore     | Squadra    | Tempo     |
| ---- | ------------- | ---------- | --------- |
| 1    | Simon Yates   | Mitchelton | 47h08'21" |
| 2    | Tom Dumoulin  | Sunweb     | a 47"     |
| 3    | Thibaut Pinot | Groupama   | a 1'04"   |

Descrizione e riassunto

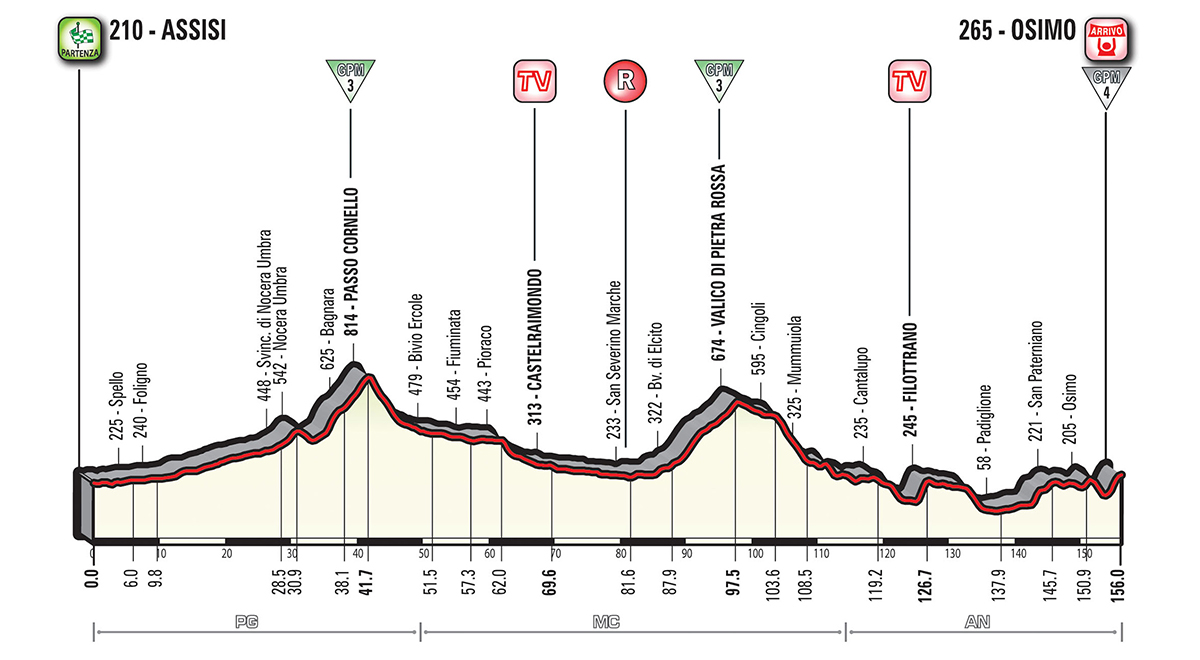

Tappa con un finale adatto ai finisseur. Bisogna affrontare ai 5 km dal traguardo un muro in pavé al 18% e un altro muro a 1 km al 16%. Sul primo muro, dopo che la fuga è stata ripresa, provano l'attacco Zdeněk Štybar e Tim Wellens, vincitore a Caltagirone, che però vengono ripresi sul secondo muro dopo un attacco incredibile della maglia rosa Simon Yates, che stacca tutti e vince la tappa e guadagna secondi su tutti i rivali, anche grazie agli abbuoni. Dumoulin arriva a 2", Domenico Pozzovivo e Thibaut Pinot a 8", Fabio Aru a 20" e Chris Froome a oltre 40".

### 12ª tappa
- 17 maggio: Osimo > Imola – 214 km

Risultati
| Pos. | Corridore         | Squadra      | Tempo    |
| ---- | ----------------- | ------------ | -------- |
| 1    | Sam Bennett       | Bora         | 4h49'34" |
| 2    | Danny van Poppel  | Lotto NL     | s.t.     |
| 3    | Niccolò Bonifazio | Bahrain-Mer. | s.t.     |

| Pos. | Corridore     | Squadra    | Tempo     |
| ---- | ------------- | ---------- | --------- |
| 1    | Simon Yates   | Mitchelton | 51h57'55" |
| 2    | Tom Dumoulin  | Sunweb     | a 47"     |
| 3    | Thibaut Pinot | Groupama   | a 1'04"   |

Descrizione e riassunto

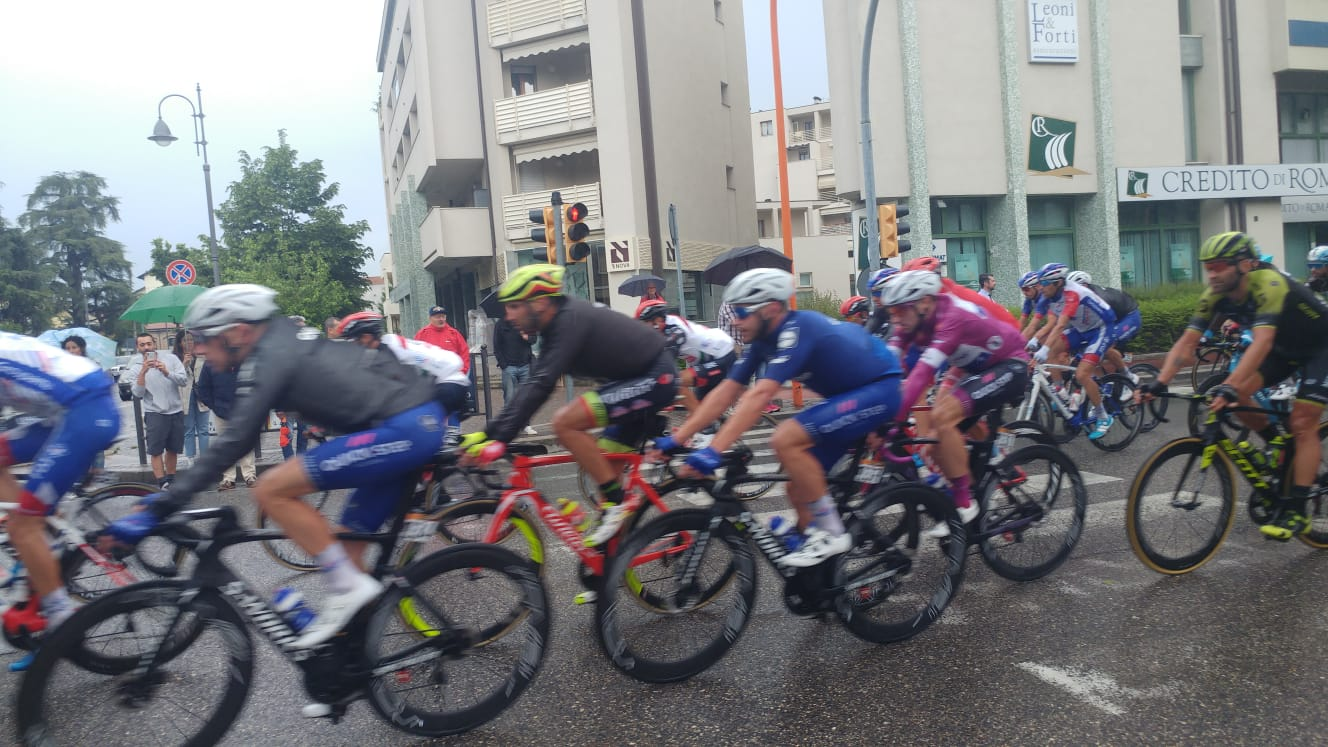
Gruppo al passaggio nell'abitato di Cesena durante la 12ª tappa da Osimo a Imola. Si riconosce la Maglia ciclamino Elia Viviani

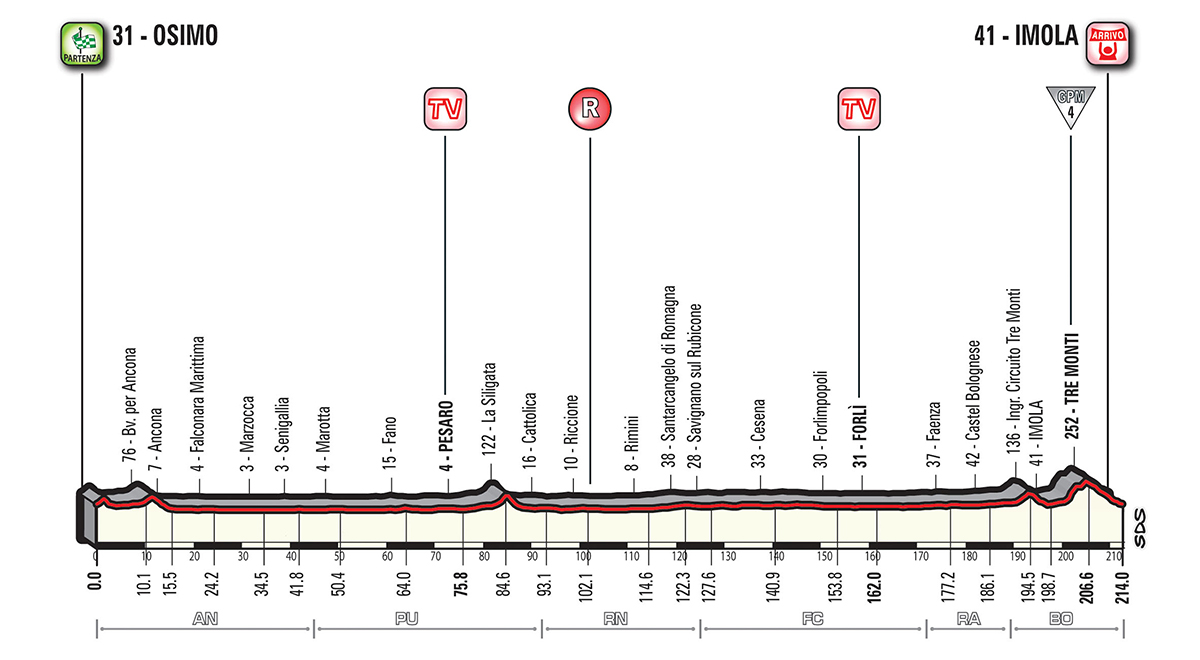

La 12ª tappa è adatta ai velocisti, ma prima del traguardo all'Autodromo Enzo e Dino Ferrari di Imola, i corridori devono affrontare il circuito dei Tre monti. Dopo che la fuga è stata ripresa, sulla corsa inizia a piovere violentemente. Pioggia che taglia fuori il velocista favorito Elia Viviani e che ha rischiato di danneggiare anche tanti uomini di classifica. Sul circuito finale molti provano ad attaccare: tra questi il vincitore di Gualdo Tadino Matej Mohorič che viene ripreso a soli 300 metri dal velocista irlandese Sam Bennett, che vince la tappa e fa punteggio pieno per la maglia ciclamino rispetto a Elia Viviani, che arriva con diversi minuti di ritardo. Alla fine, nonostante la pioggia, non ci sono stati distacchi tra gli uomini di classifica.

### 13ª tappa
- 18 maggio: Ferrara > Nervesa della Battaglia – 180 km

Risultati
| Pos. | Corridore        | Squadra    | Tempo    |
| ---- | ---------------- | ---------- | -------- |
| 1    | Elia Viviani     | Quick-Step | 3h56'25" |
| 2    | Sam Bennett      | Bora       | s.t.     |
| 3    | Danny van Poppel | Lotto NL   | s.t.     |

| Pos. | Corridore     | Squadra    | Tempo     |
| ---- | ------------- | ---------- | --------- |
| 1    | Simon Yates   | Mitchelton | 55h54'20" |
| 2    | Tom Dumoulin  | Sunweb     | a 47"     |
| 3    | Thibaut Pinot | Groupama   | a 1'04"   |

Descrizione e riassunto

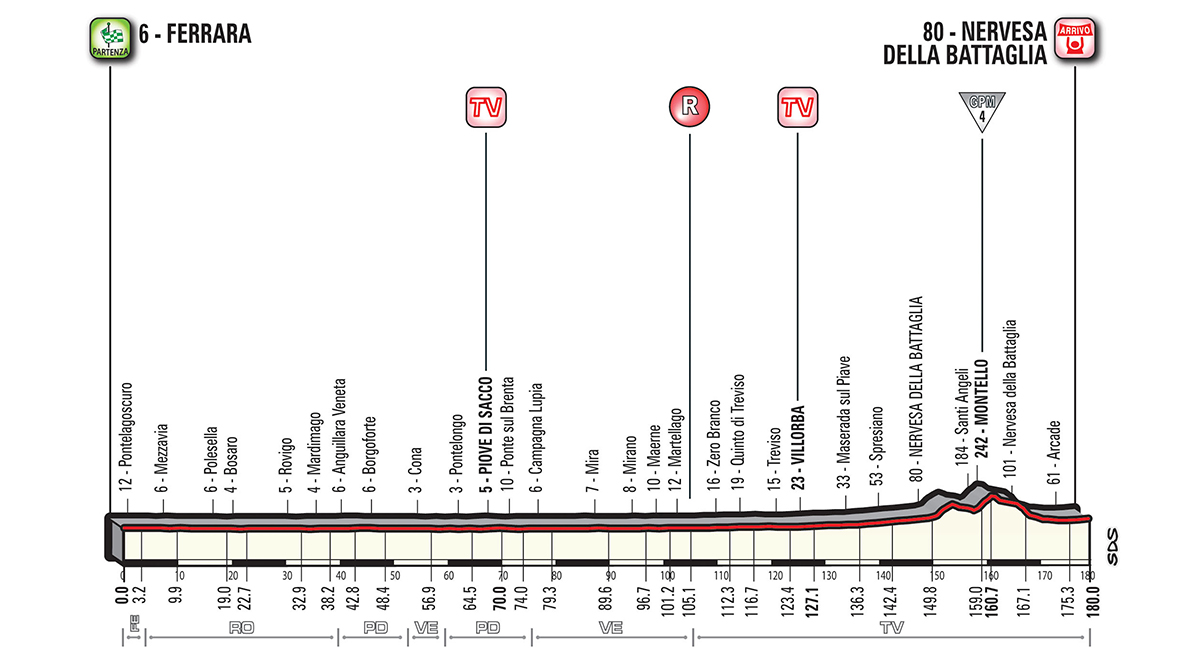

Prima delle grandi montagne, un'altra tappa per velocisti con un solo GPM di 4ª categoria. Classica fuga di giornata che viene ripresa a pochi km dal traguartdo. La volata a gruppo compatto viene vinta da Elia Viviani. Niente distacchi tra gli uomini di classifica.

### 14ª tappa
- 19 maggio: San Vito al Tagliamento > Monte Zoncolan – 186 km

Risultati
| Pos. | Corridore          | Squadra    | Tempo    |
| ---- | ------------------ | ---------- | -------- |
| 1    | Chris Froome       | Sky        | 5h25'31" |
| 2    | Simon Yates        | Mitchelton | a 6"     |
| 3    | Domenico Pozzovivo | Bahrain    | a 23"    |

| Pos. | Corridore          | Squadra    | Tempo     |
| ---- | ------------------ | ---------- | --------- |
| 1    | Simon Yates        | Mitchelton | 61h19'51" |
| 2    | Tom Dumoulin       | Sunweb     | a 1'24"   |
| 3    | Domenico Pozzovivo | Bahrain    | a 1'37"   |

Descrizione e riassunto

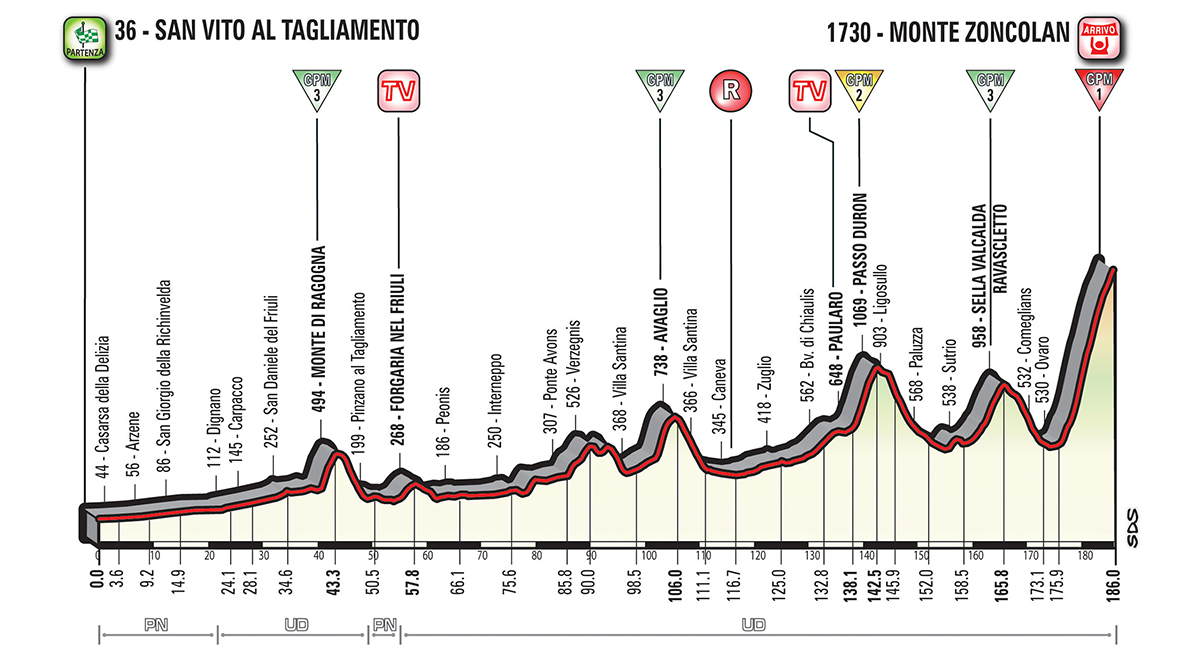

Tappone alpino friulano durissimo con 5 GPM. Si affronta il Monte di Ragogna (3ª categoria), Avaglio (3ª categoria), il Passo Duron (2ª categoria), il Selva Valcalda Ravascletto (3ª categoria) e la durissima salita finale di 1ª categoria del Monte Zoncolan (10 km al 11,9% di pendenza media, massime del 22%). Parte la classica fuga di giornata che viene ripresa dopo pochi chilometri dall'inizio dell'ascesa finale. A 6 km dal traguardo inizia a perdere contatto Fabio Aru. Tom Dumoulin rimane sempre nelle ultime posizioni del ristrettissimo gruppo dei migliori, anche se non perde mai definitivamente contatto. A 4 km dal traguardo parte da solo Chris Froome. Thibaut Pinot, in difficoltà, si stacca rimanendo sulla ruota di Dumoulin. La maglia rosa Simon Yates prova a riportarsi sulla ruota del keniano bianco del Team Sky, che va a vincere la tappa con soli 6" su Simon Yates. 3° Domenico Pozzovivo che negli ultimi 50 metri supera il colombiano Miguel Ángel López, che strappa la maglia bianca a Richard Carapaz. Tom Dumoulin arriva a 37" dal vincitore, a 42" Thibaut Pinot. Fabio Aru paga più di 2'30". Ora la maglia rosa ha 1'24" sul suo avversario Tom Dumoulin. Pozzovivo sale in 3ª posizione in classifica generale. Chris Froome è 5° a 3'10" dalla maglia rosa.

### 15ª tappa
- 20 maggio: Tolmezzo > Sappada – 176 km

Risultati
| Pos. | Corridore          | Squadra    | Tempo    |
| ---- | ------------------ | ---------- | -------- |
| 1    | Simon Yates        | Mitchelton | 4h37'56" |
| 2    | Miguel Ángel López | Astana     | a 41"    |
| 3    | Tom Dumoulin       | Sunweb     | s.t.     |

| Pos. | Corridore          | Squadra    | Tempo     |
| ---- | ------------------ | ---------- | --------- |
| 1    | Simon Yates        | Mitchelton | 65h57'37" |
| 2    | Tom Dumoulin       | Sunweb     | a 2'11"   |
| 3    | Domenico Pozzovivo | Bahrain    | a 2'28"   |

Descrizione e riassunto

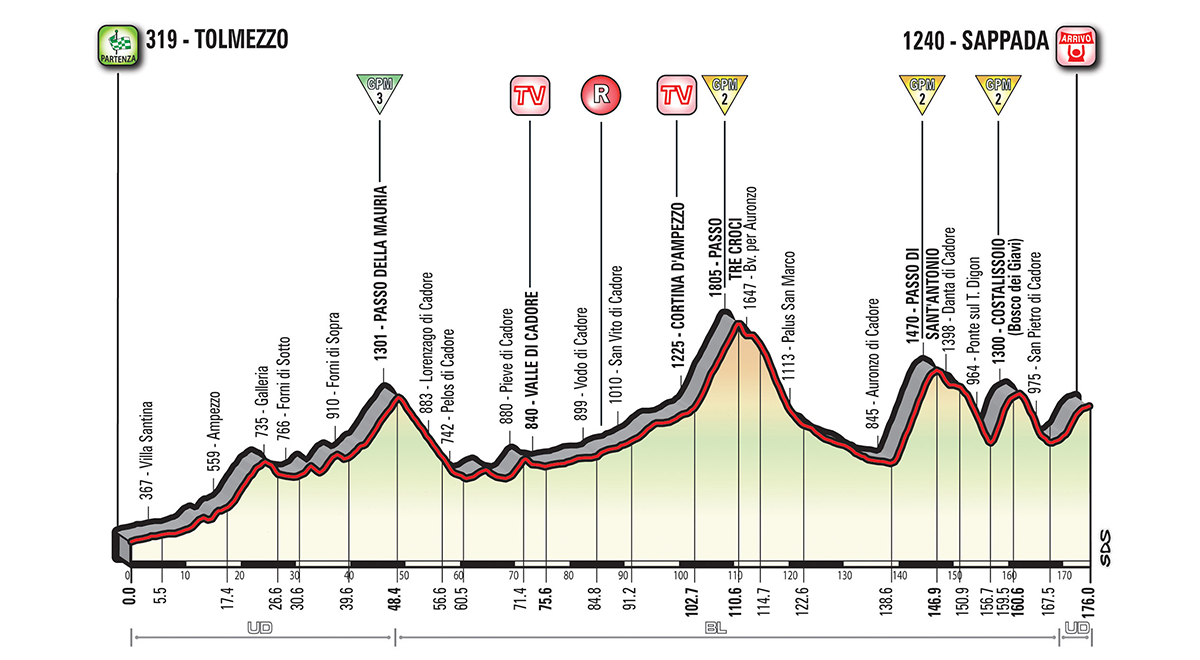

Tappone dolomitico con un GPM di 3ª categoria e tre GPM di 2ª categoria, più l'arrivo in salita a Sappada non classificato come GPM. Dopo il primo GPM va via la fuga. Sul Passo Tre Croci si stacca dal gruppo Fabio Aru che deve dire addio al sogno maglia rosa. Sul Passo di Sant'Antonio viene ripresa la fuga mentre all'inizio dell'ultimo GPM di giornata, il Costalissoio, un'accelerazione della maglia rosa manda in crisi Chris Froome, mentre con una seconda accelerzione fa il vuoto a tutti gli altri uomini di classifica e va a vincere la tappa con 41" sul gruppo con Miguel Ángel López, Richard Carapaz, Domenico Pozzovivo e Tom Dumoulin, che nonostante le difficoltà salendo verso Sappada, riesce a tenere la ruota del primo gruppo inseguitori. A 1'19" arriva il secondo gruppo inseguitori mentre Chris Froome, ancora in difficoltà salendo verso l'arrivo, perde 1'32". Ora, alla vigilia dell'ultimo giorno di riposo e soprattutto della cronometro di Rovereto, la maglia rosa può contare un vantaggio di 2'11" su Tom Dumoulin.

### 16ª tappa
- 22 maggio: Trento > Rovereto – Cronometro individuale – 34,2 km

Risultati
| Pos. | Corridore    | Squadra | Tempo  |
| ---- | ------------ | ------- | ------ |
| 1    | Rohan Dennis | BMC     | 40'00" |
| 2    | Tony Martin  | Katusha | a 14"  |
| 3    | Tom Dumoulin | Sunweb  | a 22"  |

| Pos. | Corridore          | Squadra    | Tempo     |
| ---- | ------------------ | ---------- | --------- |
| 1    | Simon Yates        | Mitchelton | 66h39'14" |
| 2    | Tom Dumoulin       | Sunweb     | a 56"     |
| 3    | Domenico Pozzovivo | Bahrain    | a 3'11"   |

Descrizione e riassunto

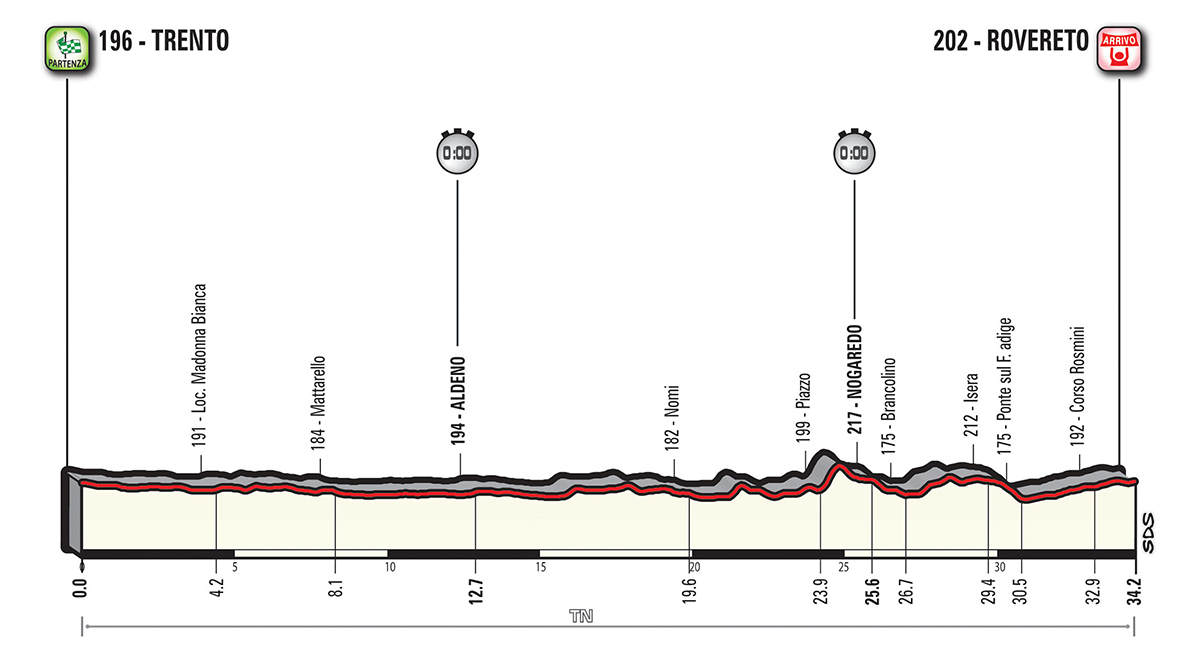

Seconda cronometro individuale dopo la tappa inaugurale del giro, che premia Rohan Dennis (2º alla prima crono). Terzo arriva Tom Dumoulin che non riesce a strappare la maglia rosa a un abilissimo Simon Yates, che mantiene il primato con 56" di vantaggio su Dumoulin. Difende la 3ª posizione Domenico Pozzovivo. Perdono tanto Thibaut Pinot, Miguel Ángel López e Richard Carapaz. Il vincitore di tappa sale in 6ª posizione in classifica generale. Chris Froome arriva a 35" dal vincitore, Fabio Aru a 37", anche se poi viene penalizzato per scia. Chris Froome si porta in 4ª posizione a 3'50" dalla maglia rosa.

### 17ª tappa
- 23 maggio: Riva del Garda > Iseo – 149,5 km

Risultati
| Pos. | Corridore         | Squadra      | Tempo    |
| ---- | ----------------- | ------------ | -------- |
| 1    | Elia Viviani      | Quick-Step   | 3h19'57" |
| 2    | Sam Bennett       | Bora         | s.t.     |
| 3    | Niccolò Bonifazio | Bahrain-Mer. | s.t.     |

| Pos. | Corridore          | Squadra    | Tempo     |
| ---- | ------------------ | ---------- | --------- |
| 1    | Simon Yates        | Mitchelton | 69h59'11" |
| 2    | Tom Dumoulin       | Sunweb     | a 56"     |
| 3    | Domenico Pozzovivo | Bahrain    | a 3'11"   |

Descrizione e riassunto

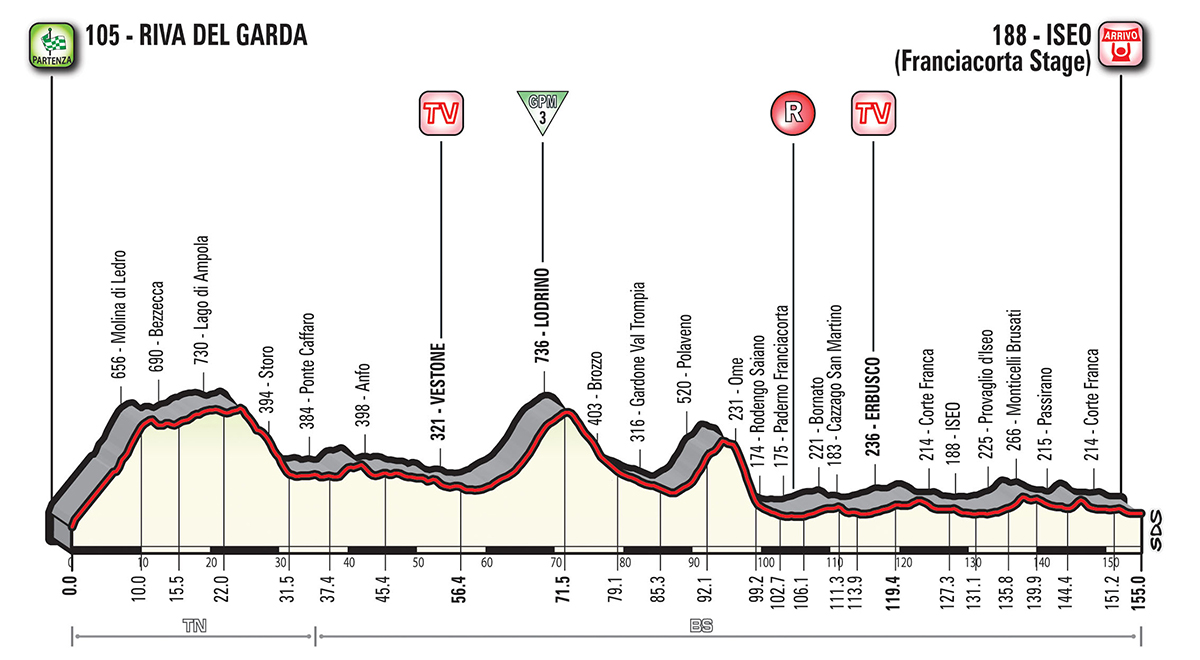

Tappa per velocisti anche se la partenza è in salita. Vince la volata di gruppo Elia Viviani, che consolida la sua maglia ciclamino. Niente distacchi tra gli uomini di classifica.

### 18ª tappa
- 24 maggio: Abbiategrasso > Prato Nevoso – 196 km

Risultati
| Pos. | Corridore             | Squadra      | Tempo    |
| ---- | --------------------- | ------------ | -------- |
| 1    | Maximilian Schachmann | Quick-Step   | 4h55'42" |
| 2    | Rubén Plaza           | Israel C. A. | a 10"    |
| 3    | Mattia Cattaneo       | Androni      | a 16"    |

| Pos. | Corridore          | Squadra    | Tempo     |
| ---- | ------------------ | ---------- | --------- |
| 1    | Simon Yates        | Mitchelton | 75h06'24" |
| 2    | Tom Dumoulin       | Sunweb     | a 28"     |
| 3    | Domenico Pozzovivo | Bahrain    | a 2'43"   |

Descrizione e riassunto

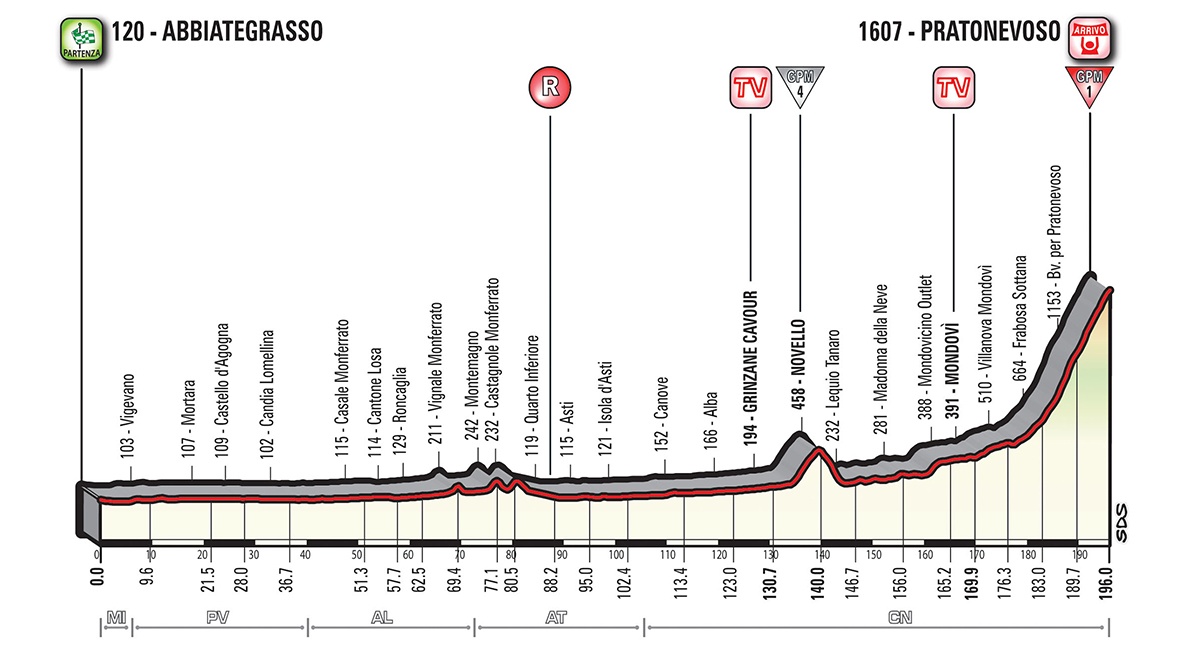

Prima tappa (la più facile) del terribile trittico sulle Alpi occidentali che chiude questo Giro. Il gruppo lascia spazio alla fuga che va a toccare un vantaggio massimo di 15'. Sulla salita finale secca di 1ª categoria il tedesco Maximilian Schachmann stacca tutti i suoi compagni di fuga e va a vincere in solitaria. Sul gruppo maglia rosa fa il vuoto Miguel Ángel López, che è interessato a guadagnare soprattutto sul rivale per la maglia bianca Richard Carapaz. Dopo un primo attacco di Tom Dumoulin, a cui risponde la maglia rosa, attacca Chris Froome che si porta l'olandese e Domenico Pozzovivo. La maglia rosa pare per la prima volta in difficoltà. Il terzetto incontra un compagno di Froome, Wout Poels, che può fare il ritmo. Quest'ultimo però ai 500 metri sbaglia un tornante e rischia di andare sulla corsia per le ammiraglie. Il terzetto, però, guadagna 28" su un Simon Yates in difficoltà. Perdono ancora di più Richard Carapaz e Thibaut Pinot.

### 19ª tappa
- 25 maggio: Venaria Reale > Bardonecchia – 185 km

Risultati
| Pos. | Corridore       | Squadra  | Tempo    |
| ---- | --------------- | -------- | -------- |
| 1    | Chris Froome    | Sky      | 5h12'26" |
| 2    | Richard Carapaz | Movistar | a 3'00"  |
| 3    | Thibaut Pinot   | Groupama | a 3'07"  |

| Pos. | Corridore     | Squadra  | Tempo     |
| ---- | ------------- | -------- | --------- |
| 1    | Chris Froome  | Sky      | 80h21'59" |
| 2    | Tom Dumoulin  | Sunweb   | a 40"     |
| 3    | Thibaut Pinot | Groupama | a 4'17"   |

Descrizione e riassunto

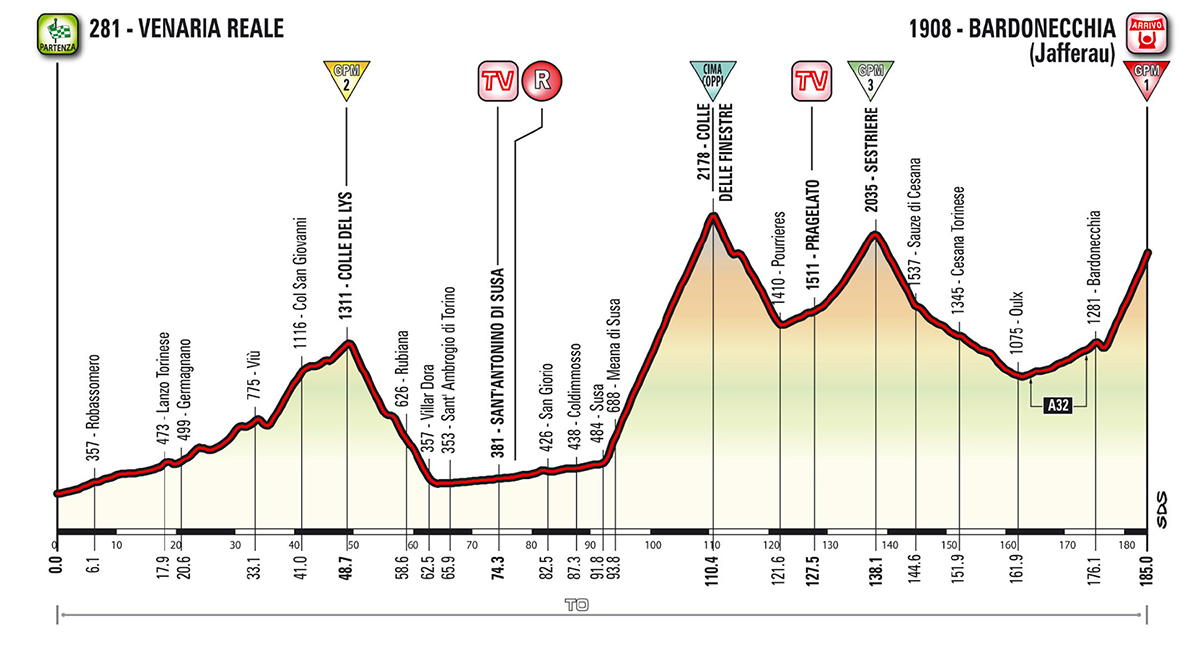

Tappone alpino con quattro colli da scalare: Colle del Lis (1 311 metri), Colle delle Finestre (Cima Coppi di quest'anno, 2 176 metri), Colle del Sestriere (2 035 metri) ed il Monte Jafferau (1 900 metri) dov'è posto l'arrivo. Si impone Chris Froome, dopo un'epica fuga solitaria di più di 80 km, cominciata sulle rampe del durissimo Colle delle Finestre. Con questa impresa l'inglese strappa la maglia rosa al connazionale Simon Yates, che crolla ed arriva al traguardo con quasi 40 minuti di ritardo. Crolla anche Pozzovivo, che perde il podio arrivando a più di 8 minuti da Froome.

### 20ª tappa
- 26 maggio: Susa > Cervinia – 214 km

Risultati
| Pos. | Corridore           | Squadra    | Tempo    |
| ---- | ------------------- | ---------- | -------- |
| 1    | Mikel Nieve         | Mitchelton | 5h43'48" |
| 2    | Robert Gesink       | NL-Jumbo   | a 2'17"  |
| 3    | Felix Großschartner | Bora       | a 2'42"  |

| Pos. | Corridore          | Squadra | Tempo     |
| ---- | ------------------ | ------- | --------- |
| 1    | Chris Froome       | Sky     | 86h11'50" |
| 2    | Tom Dumoulin       | Sunweb  | a 46"     |
| 3    | Miguel Ángel López | Astana  | a 4'57"   |

Descrizione e riassunto

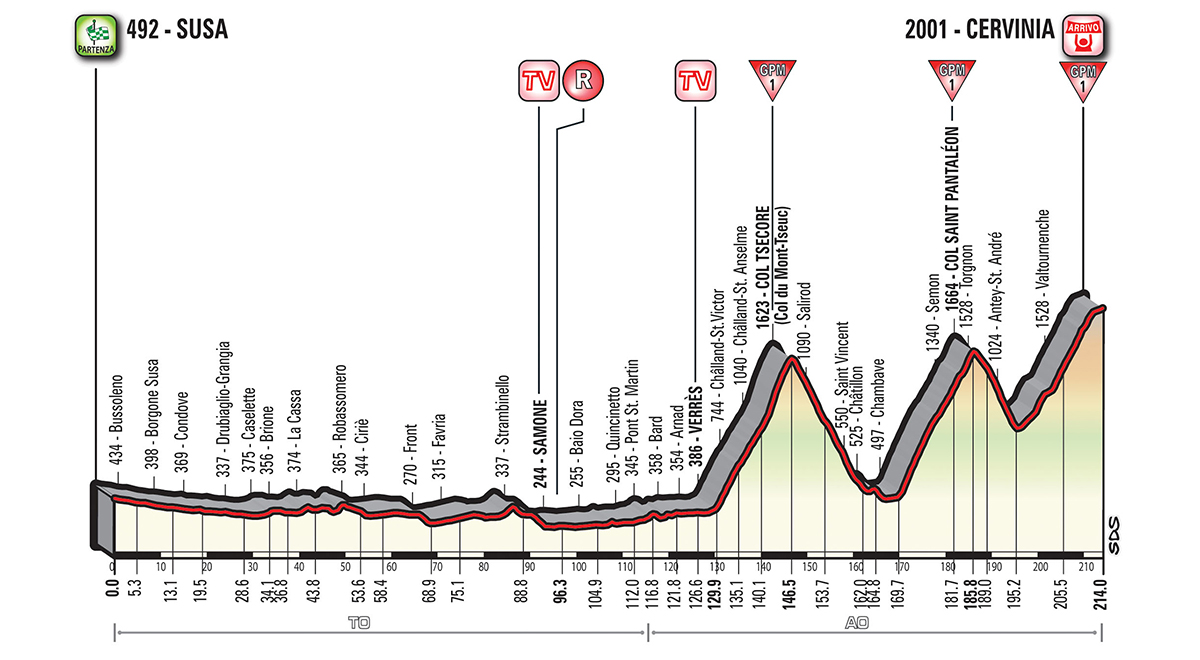

Ultimo tappone alpino per fare differenze. Sono in programma tre GPM di 1ª categoria. Va via una numerosa fuga che comprende anche la maglia ciclamino Elia Viviani che si prende i punti del traguardo volante. Sul primo GPM si stacca Thibaut Pinot, che così esce definitivamente dalla classifica generale (non prenderà il via all'ultima tappa). La fuga riesce ad andare in porto grazie a Mikel Nieve, che stacca tutti i compagni di fuga sul secondo GPM di giornata e va a prendersi la tappa di Cervinia. Nel gruppo dei migliori la sfida è per la maglia rosa tra Chris Froome e Tom Dumoulin (separati da 40") e tra Miguel Ángel López e Richard Carapaz che si giocano sia la maglia bianca che il terzo posto in generale. Chris Froome riesce a contenere gli attacchi di Tom Dumoulin mentre Miguel Ángel López va a prendersi il suo primo podio in un grande giro e la maglia bianca di miglior giovane. Inutile la fuga di Giulio Ciccone che ha provato a togliere la maglia azzurra dei GPM a Chris Froome, conquistata il giorno precedente.

### 21ª tappa
- 27 maggio: Roma > Roma[5] – 115 km

Risultati
| Pos. | Corridore     | Squadra    | Tempo    |
| ---- | ------------- | ---------- | -------- |
| 1    | Sam Bennett   | Bora       | 2h50'49" |
| 2    | Elia Viviani  | Quick-Step | s.t.     |
| 3    | Jempy Drucker | BMC        | s.t.     |

| Pos. | Corridore          | Squadra | Tempo     |
| ---- | ------------------ | ------- | --------- |
| 1    | Chris Froome       | Sky     | 89h02'39" |
| 2    | Tom Dumoulin       | Sunweb  | a 46"     |
| 3    | Miguel Ángel López | Astana  | a 4'57"   |

Descrizione e riassunto

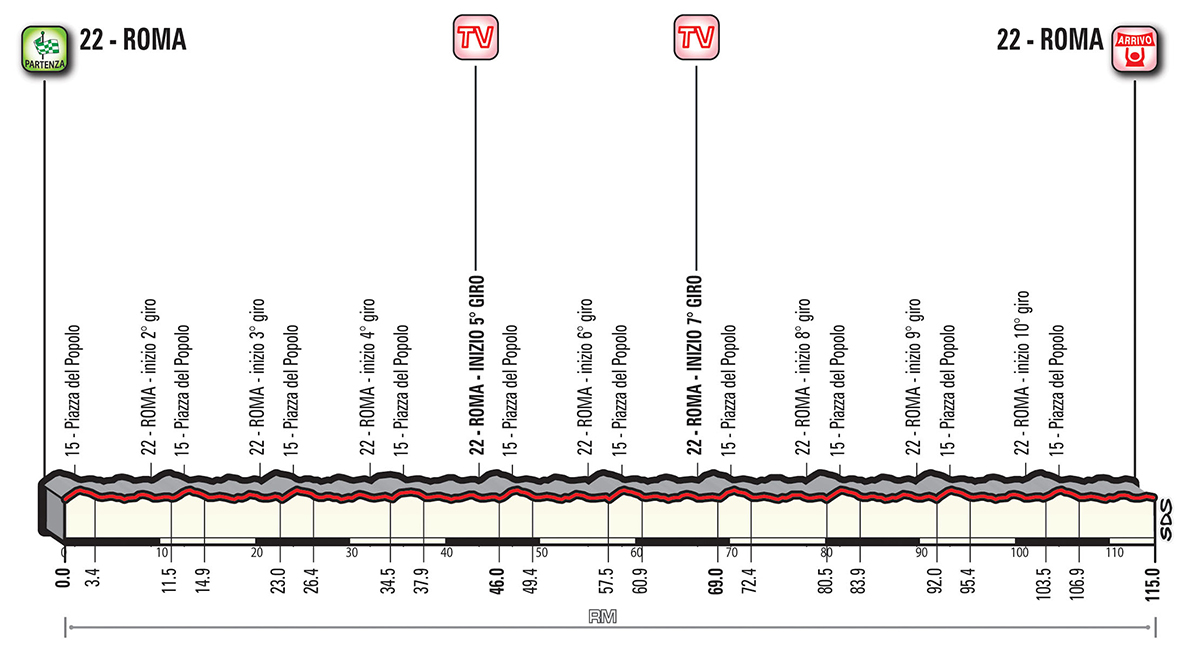

Circuito interamente nel centro della città eterna. La gara però viene neutralizzata al terzo giro a causa di una protesta dei corridori. All'inizio della neutralizzazione si staccano molti corridori. La tappa viene vinta in volata da Sam Bennett davanti a Elia Viviani, che conquista la sua prima maglia ciclamino al Giro d'Italia. Chris Froome, con la vittoria finale, diventa il settimo corridore a prendersi la tripla corona, cioè la vittoria in tutti i tre i grandi giri. Il keniano bianco conquista anche la maglia azzurra degli scalatori. La maglia bianca del miglior giovane va a Miguel Ángel López, che conquista il suo primo podio in un grande giro.

## Evoluzione delle classifiche
| Tappa              | Vincitore             | Classifica generale Maglia rosa | Classifica a punti Maglia ciclamino | Classifica scalatori Maglia azzurra | Classifica giovani Maglia bianca | Classifica a squadre |
| ------------------ | --------------------- | ------------------------------- | ----------------------------------- | ----------------------------------- | -------------------------------- | -------------------- |
| 1ª                 | Tom Dumoulin          | Tom Dumoulin                    | Tom Dumoulin                        | non assegnata                       | Maximilian Schachmann            | Team Katusha Alpecin |
| 2ª                 | Elia Viviani          | Rohan Dennis                    | Elia Viviani                        | Enrico Barbin                       | Maximilian Schachmann            | Team Katusha Alpecin |
| 3ª                 | Elia Viviani          | Rohan Dennis                    | Elia Viviani                        | Enrico Barbin                       | Maximilian Schachmann            | Team Katusha Alpecin |
| 4ª                 | Tim Wellens           | Rohan Dennis                    | Elia Viviani                        | Enrico Barbin                       | Maximilian Schachmann            | Mitchelton-Scott     |
| 5ª                 | Enrico Battaglin      | Rohan Dennis                    | Elia Viviani                        | Enrico Barbin                       | Maximilian Schachmann            | Mitchelton-Scott     |
| 6ª                 | Esteban Chaves        | Simon Yates                     | Elia Viviani                        | Esteban Chaves                      | Richard Carapaz                  | Mitchelton-Scott     |
| 7ª                 | Sam Bennett           | Simon Yates                     | Elia Viviani                        | Esteban Chaves                      | Richard Carapaz                  | Mitchelton-Scott     |
| 8ª                 | Richard Carapaz       | Simon Yates                     | Elia Viviani                        | Esteban Chaves                      | Richard Carapaz                  | Mitchelton-Scott     |
| 9ª                 | Simon Yates           | Simon Yates                     | Elia Viviani                        | Simon Yates                         | Richard Carapaz                  | Mitchelton-Scott     |
| 10ª                | Matej Mohorič         | Simon Yates                     | Elia Viviani                        | Simon Yates                         | Richard Carapaz                  | Mitchelton-Scott     |
| 11ª                | Simon Yates           | Simon Yates                     | Elia Viviani                        | Simon Yates                         | Richard Carapaz                  | Mitchelton-Scott     |
| 12ª                | Sam Bennett           | Simon Yates                     | Elia Viviani                        | Simon Yates                         | Richard Carapaz                  | Mitchelton-Scott     |
| 13ª                | Elia Viviani          | Simon Yates                     | Elia Viviani                        | Simon Yates                         | Richard Carapaz                  | Mitchelton-Scott     |
| 14ª                | Chris Froome          | Simon Yates                     | Elia Viviani                        | Simon Yates                         | Miguel Ángel López               | Team Sky             |
| 15ª                | Simon Yates           | Simon Yates                     | Elia Viviani                        | Simon Yates                         | Miguel Ángel López               | Team Sky             |
| 16ª                | Rohan Dennis          | Simon Yates                     | Elia Viviani                        | Simon Yates                         | Miguel Ángel López               | Team Sky             |
| 17ª                | Elia Viviani          | Simon Yates                     | Elia Viviani                        | Simon Yates                         | Miguel Ángel López               | Team Sky             |
| 18ª                | Maximilian Schachmann | Simon Yates                     | Elia Viviani                        | Simon Yates                         | Miguel Ángel López               | Team Sky             |
| 19ª                | Chris Froome          | Chris Froome                    | Elia Viviani                        | Chris Froome                        | Miguel Ángel López               | Team Sky             |
| 20ª                | Mikel Nieve           | Chris Froome                    | Elia Viviani                        | Chris Froome                        | Miguel Ángel López               | Team Sky             |
| 21ª                | Sam Bennett           | Chris Froome                    | Elia Viviani                        | Chris Froome                        | Miguel Ángel López               | Team Sky             |
| Classifiche finali | Classifiche finali    | Chris Froome                    | Elia Viviani                        | Chris Froome                        | Miguel Ángel López               | Team Sky             |

Maglie indossate da altri ciclisti in caso di due o più maglie vinte
- Nella 2ª tappa Rohan Dennis ha indossato la maglia ciclamino al posto di Tom Dumoulin.
- Dalla 10ª alla 15ª tappa Esteban Chaves ha indossato la maglia azzurra al posto di Simon Yates.
- Dalla 16ª alla 19ª tappa Giulio Ciccone ha indossato la maglia azzurra al posto di Simon Yates.
- Nella 20ª tappa Simon Yates ha indossato la maglia azzurra al posto di Chris Froome.
- Nella 21ª tappa Giulio Ciccone ha indossato la maglia azzurra al posto di Chris Froome.

### Altre classifiche
| Tappa              | Traguardi volanti | Premio Fuga      | Combattività     | Fair Play           |
| ------------------ | ----------------- | ---------------- | ---------------- | ------------------- |
| 1ª                 | non assegnata     | non assegnata    | Tom Dumoulin     | Team Sunweb         |
| 2ª                 | Rohan Dennis      | Guillaume Boivin | Elia Viviani     | BMC Racing Team     |
| 3ª                 | Guillaume Boivin  | Guillaume Boivin | Elia Viviani     | BMC Racing Team     |
| 4ª                 | Marco Frapporti   | Marco Frapporti  | Elia Viviani     | BMC Racing Team     |
| 5ª                 | Marco Frapporti   | Marco Frapporti  | Elia Viviani     | BMC Racing Team     |
| 6ª                 | Marco Frapporti   | Marco Frapporti  | Marco Frapporti  | Groupama-FDJ        |
| 7ª                 | Marco Frapporti   | Marco Frapporti  | Elia Viviani     | BMC Racing Team     |
| 8ª                 | Marco Frapporti   | Marco Frapporti  | Elia Viviani     | BMC Racing Team     |
| 9ª                 | Davide Ballerini  | Marco Frapporti  | Elia Viviani     | Movistar Team       |
| 10ª                | Davide Ballerini  | Marco Frapporti  | Davide Ballerini | Movistar Team       |
| 11ª                | Davide Ballerini  | Marco Frapporti  | Simon Yates      | Movistar Team       |
| 12ª                | Marco Frapporti   | Marco Frapporti  | Marco Frapporti  | Movistar Team       |
| 13ª                | Marco Frapporti   | Marco Frapporti  | Marco Frapporti  | Movistar Team       |
| 14ª                | Marco Frapporti   | Marco Frapporti  | Simon Yates      | Movistar Team       |
| 15ª                | Davide Ballerini  | Marco Frapporti  | Simon Yates      | Movistar Team       |
| 16ª                | Davide Ballerini  | Marco Frapporti  | Simon Yates      | Movistar Team       |
| 17ª                | Davide Ballerini  | Marco Frapporti  | Simon Yates      | Movistar Team       |
| 18ª                | Davide Ballerini  | Marco Frapporti  | Simon Yates      | Movistar Team       |
| 19ª                | Davide Ballerini  | Marco Frapporti  | Simon Yates      | Movistar Team       |
| 20ª                | Davide Ballerini  | Marco Frapporti  | Davide Ballerini | Team Lotto NL-Jumbo |
| 21ª                | Davide Ballerini  | Marco Frapporti  | Davide Ballerini | Team Lotto NL-Jumbo |
| Classifiche finali | Davide Ballerini  | Marco Frapporti  | Davide Ballerini | Team Lotto NL-Jumbo |

## Classifiche finali

### Classifica generale - Maglia rosa
| Pos. | Corridore          | Squadra  | Tempo     |
| ---- | ------------------ | -------- | --------- |
| 1    | Chris Froome       | Sky      | 89h02'39" |
| 2    | Tom Dumoulin       | Sunweb   | a 46"     |
| 3    | Miguel Ángel López | Astana   | a 4'57"   |
| 4    | Richard Carapaz    | Movistar | a 5'44"   |
| 5    | Domenico Pozzovivo | Bahrain  | a 8'03"   |
| 6    | Pello Bilbao       | Astana   | a 11'50"  |
| 7    | Patrick Konrad     | Bora     | a 13'01"  |
| 8    | George Bennett     | Lotto NL | a 13'17"  |
| 9    | Sam Oomen          | Sunweb   | a 14'18"  |
| 10   | Davide Formolo     | Bora     | a 15'16"  |

### Classifica a punti - Maglia ciclamino
| Pos. | Corridore        | Squadra     | Punti |
| ---- | ---------------- | ----------- | ----- |
| 1    | Elia Viviani     | Quick-Step  | 341   |
| 2    | Sam Bennett      | Bora        | 282   |
| 3    | Davide Ballerini | Androni     | 147   |
| 4    | Sacha Modolo     | Educ. First | 122   |
| 5    | Simon Yates      | Mitchelton  | 113   |

### Classifica scalatori - Maglia azzurra
| Pos. | Corridore       | Squadra    | Punti |
| ---- | --------------- | ---------- | ----- |
| 1    | Chris Froome    | Sky        | 125   |
| 2    | Giulio Ciccone  | Bardiani   | 108   |
| 3    | Simon Yates     | Mitchelton | 91    |
| 4    | Mikel Nieve     | Mitchelton | 79    |
| 5    | Richard Carapaz | Movistar   | 65    |

### Classifica giovani - Maglia bianca
| Pos. | Corridore          | Squadra  | Tempo      |
| ---- | ------------------ | -------- | ---------- |
| 1    | Miguel Ángel López | Astana   | 89h07'36"  |
| 2    | Richard Carapaz    | Movistar | a 47"      |
| 3    | Sam Oomen          | Sunweb   | a 9'21"    |
| 4    | Valerio Conti      | UAE      | a 1h18'07" |
| 5    | Fausto Masnada     | Androni  | a 1h21'16" |

### Classifica a squadre - Trofeo Super Team
| Pos. | Squadra          | Tempo      |
| ---- | ---------------- | ---------- |
| 1    | Team Sky         | 267h48'47" |
| 2    | Astana Pro Team  | a 24'58"   |
| 3    | Bora-Hansgrohe   | a 43'32"   |
| 4    | Team Sunweb      | a 1h14'35" |
| 5    | AG2R La Mondiale | a 1h30'32" |